# Literatura internacional
Literatura internacional (em Russo: Интернациональная литература, tr. Internatsionalnaya literatura) foi uma revista mensal de política e de literatura multi-línguas publicada na União Soviética entre 1933 e 1943. A revista era baseada em Moscou e publicada pela União Internacional de Escritores Revolucionários (ou Associação Internacional de Escritores Revolucionários) até dezembro de 1935, quando a União de Escritores Soviéticos assumiu. A revista era publicada em diversas línguas européias e distribuída por editoras associadas ao Internacional Comunista (Comitern). Foi publicada, por exemplo, pelo Lawrence & Wishart na Grã Bretanha sob o título "International Literature". A revista publicava críticas literárias, tanto da literatura soviética quanto da literatura estrangeira; uma crônica do mundo literário internacional; e trabalhos de autores aprovados como: Romain Rolland, Ernest Hemingway, Richard Wright, Heinrich Mann, Lion Feuchtwanger, William Saroyan, André Maurois e Luigi Pirandello. O autor George Orwell trocou cartas com Sergei Dinamov - o editor da revista -  que pediu a Orwell que lhe mandasse uma cópia de A caminho de Wigan para que o trabalho pudesse ser publicado, Orwell lhe enviou uma cópia e informou que estava servindo ao Partido Operário de Unificação Marxista (POUM), Dinamov afirmou que os trabalhos de membros do POUM não poderiam ser publicados, mas isso não o preveniu de ser expulso do cargo na revista em 1938.
Internatsionalnaya Literatura foi criada através da fusão de duas revistas: O Boletim de Literatura Internacional (em Russo: Вестник иностранной литературы, tr. Vestnik inostrannoj literatury), publicado entre 1928 e 1930; e A Literatura da Revolução Mundial (em Russo: Литература мировой революции, tr. Literatura mirovoj revoljutsii), publicada em 1931–1932. A revista foi fechada em 1943 para reabrir em 1955 como Inostrannaya Literatura ru.

## Editores
- Bruno Jasieński (1933-1937)
- Sergey Dinamov (?- 1938)
- Timofey Rokotov [1] (1938)
- Elena Stasova (1938-1946)